# Экс-любовник
«Экс-любовник» (англ. Fast Track; в Финляндии, Нидерландах и США вышел под названием The Ex) — американская комедия 2006 года.

## Сюжет
Том и София Рейли ждут ребёнка. В день родов повара Тома увольняют, и они решают переселиться в городок к родителям Софии. Том устраивается в компанию тестя и получает в начальники всеми любимого Чипа Сандерса — инвалида-колясочника и бывшего парня Софии.

## В ролях
| Актёр           | Роль                |
| --------------- | ------------------- |
| Зак Брафф       | Том Рейли           |
| Аманда Пит      | София Ковальски     |
| Джейсон Бейтмен | Чип Сандерс         |
| Чарлз Гродин    | Боб Ковальски       |
| Миа Фэрроу      | Эмилия Ковальски    |
| Люсиан Мэйзел   | Уэсли               |
| Донал Лог       | Дон Уоллебин        |
| Эми Полер       | Кэрол Лэйн          |
| Фред Армисен    | Мэнни               |
| Боб Стивенсон   | Даг                 |
| Джош Чарльз     | Форрест Мид         |
| Марин Хинкль    | Карен               |
| Пол Радд        | Леон                |
| Романи Малко    | доктор Хаким Оливер |
| Эми Адамс       | Эбби Марч           |